# Pararge infracanens
Pararge infracanens är en fjärilsart som beskrevs av Ruggero Verity 1923. Pararge infracanens ingår i släktet Pararge och familjen praktfjärilar. Inga underarter finns listade i Catalogue of Life.